# جزیره دیسکو
جزیره دیسکو (گرینلندی: Qeqertarsuaq , دانمارکی: Diskoøen) یک جزیره بزرگ در خلیج بافین، در ساحل غربی گرینلند است. مساحت آن ۸٬۵۷۸ کیلومتر مربع (۳٬۳۱۲٫۰ مایل مربع) و، یکی از ۱۰۰ جزیره بزرگ جهان است. نام Qeqertarsuaq در زبان گرینلندی به معنی جزیره بزرگ است.

## جغرافیا

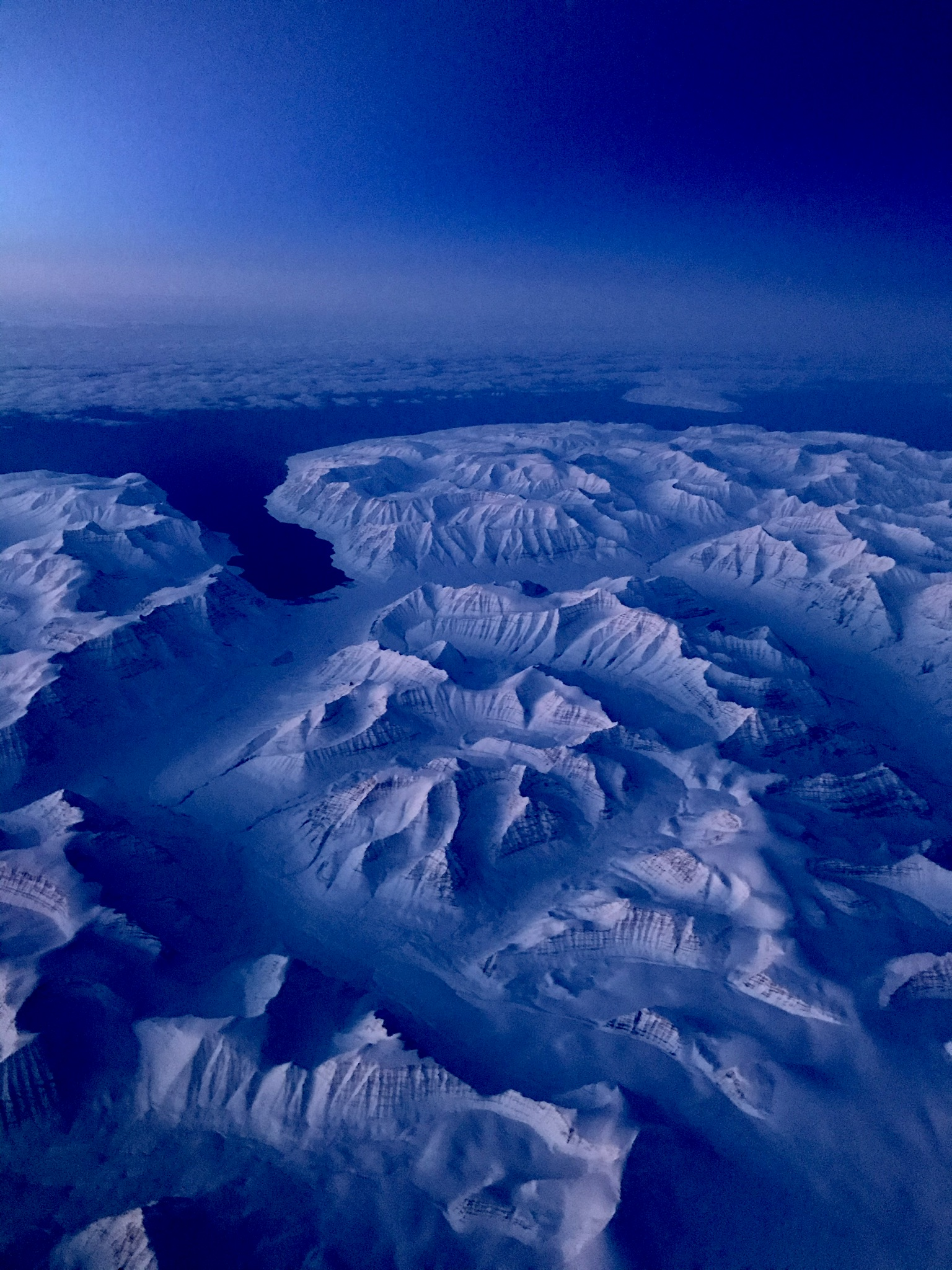
پرواز بر فراز جزیره دیسکو در ماه دسامبر

طول این جزیره حدود ۱۶۰ کیلومتر (۹۹٫۴ مایل)، با میانگین ارتفاع ۹۷۵ متر (۳٬۱۹۸٫۸ فوت) و مرتفع‌ترین نقطهٔ جزیره ۱٬۹۱۹ متر (۶٬۲۹۵٫۹ فوت) ارتفاع دارد. بندر Qeqertarsuaq (مشابه نام جزیره، و همچنین به‌عنوان Godhavn شناخته می‌شود) در ساحل جنوبی این جزیره قرار دارد. دره بلسدالن نیز در شمال این بندر است.
این جزیره توسط تنگه سولورسواک از شبه جزیره نوسواک در شمال شرقی جدا می‌شود. در جنوب جزیره، خلیج دیسکو، خلیج ورودی جزیره بافین قرار دارد.

## تاریخ
اریک سرخ اولین بازدید ثبت شده از جزیره دیسکو را در فاصله زمانی سال ۹۸۲ تا ۹۸۵ میلادی انجام داد. این جزیره به عنوان پایگاهی برای شکار و ماهیگیری تابستانی توسط استعمارگران نورس استفاده می‌شد.

## زمین‌شناسی

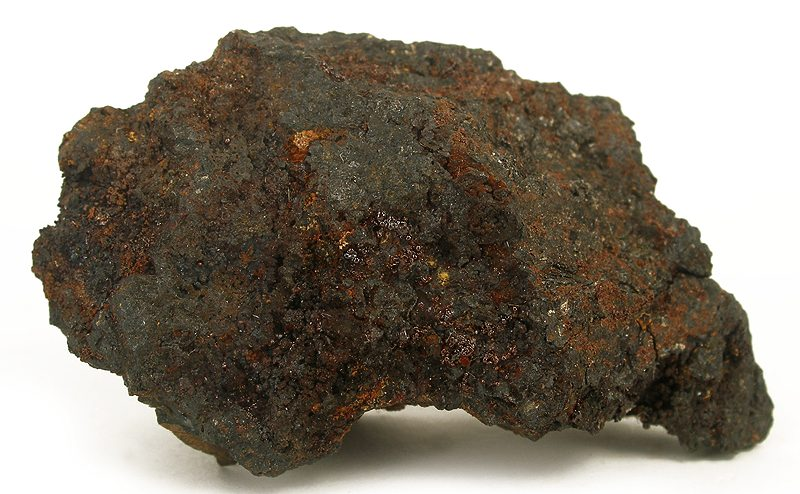
آهن بومی جزیره دیسکو (اندازه: ۴٫۹ ۲. ۲٫۹ ۱٫۵ ۱٫۵ سانتی‌متر [۱٫۹ اینچ ۱٫۱٫۱ اینچ x 0.6 اینچ])

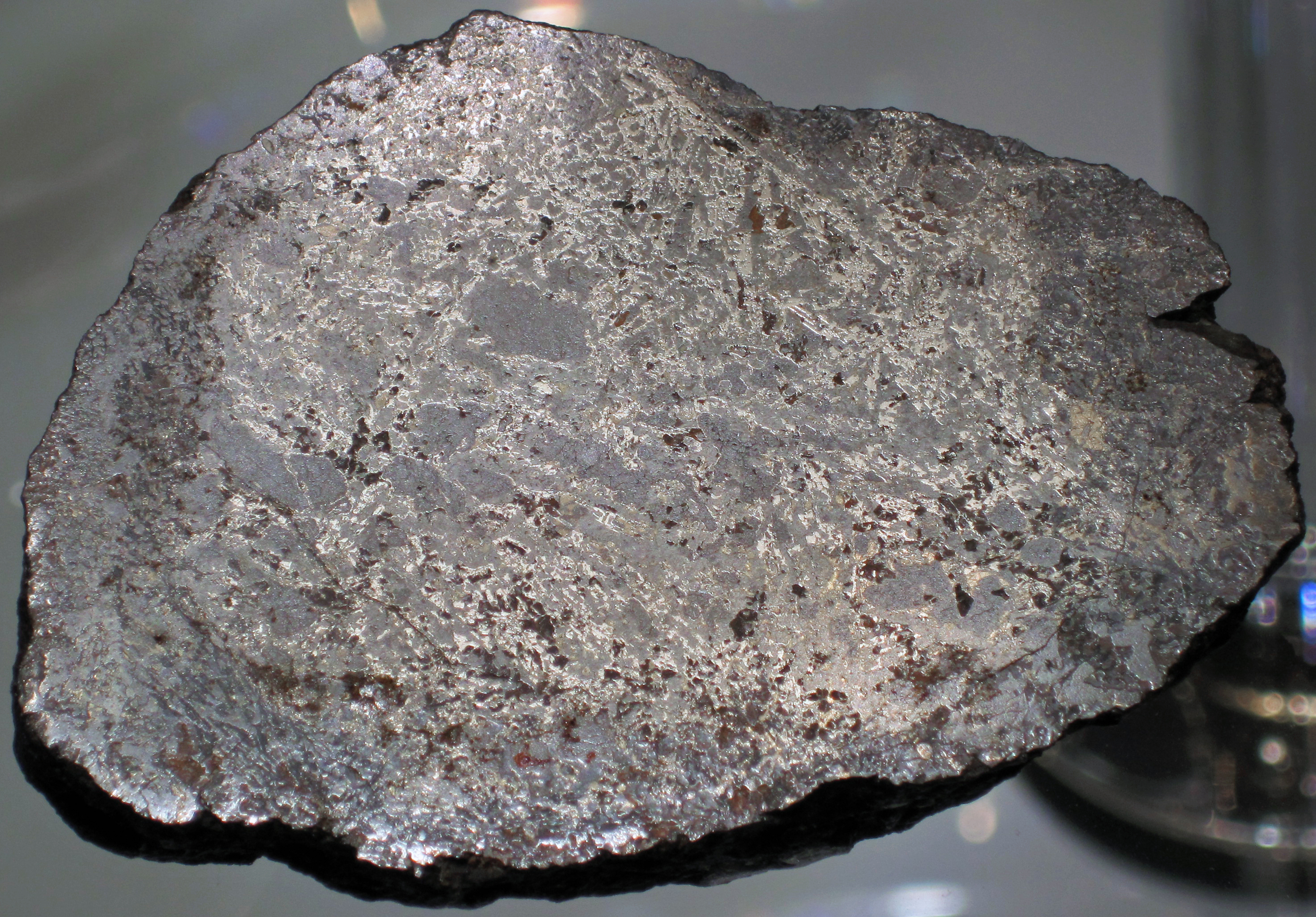
اسلب صیقل‌یافته از همین کانسار، اکنون در موزه تاریخ طبیعی کارنگی

ذخایر معدنی، یافته‌های فسیلی و سازه‌های زمین‌شناسی بر اهمیت این منطقه افزوده‌است. یکی از ویژگی‌های جالب زمین‌شناسی آهن بومی است که در جزیره یافت می‌شود. مخلوطی ۲۲ تنی (۴۴٬۰۰۰ پوند؛ ۲۰ تن) از آهن و کاربید آهن (کوهنیت) در این جزیره پیدا شده‌است. تنها چند مکان روی زمین وجود دارد که آهن بومی در آن یافت می‌شود که منشأ شهاب سنگی ندارد.
چشمه‌های آب‌گرم متعددی در این جزیره وجود دارد. جانور میکروسکوپی از شاخه دریاچه‌آروارگان، به‌عنوان تنها گونهٔ شناخته شده از این شاخه از جانوران، در چشمه Isunngua کشف شده‌است.